# Veronica galathica
Veronica galathica är en grobladsväxtart som beskrevs av Pierre Edmond Boissier. Veronica galathica ingår i släktet veronikor, och familjen grobladsväxter. Inga underarter finns listade i Catalogue of Life.